# 新富町 (新竹市)

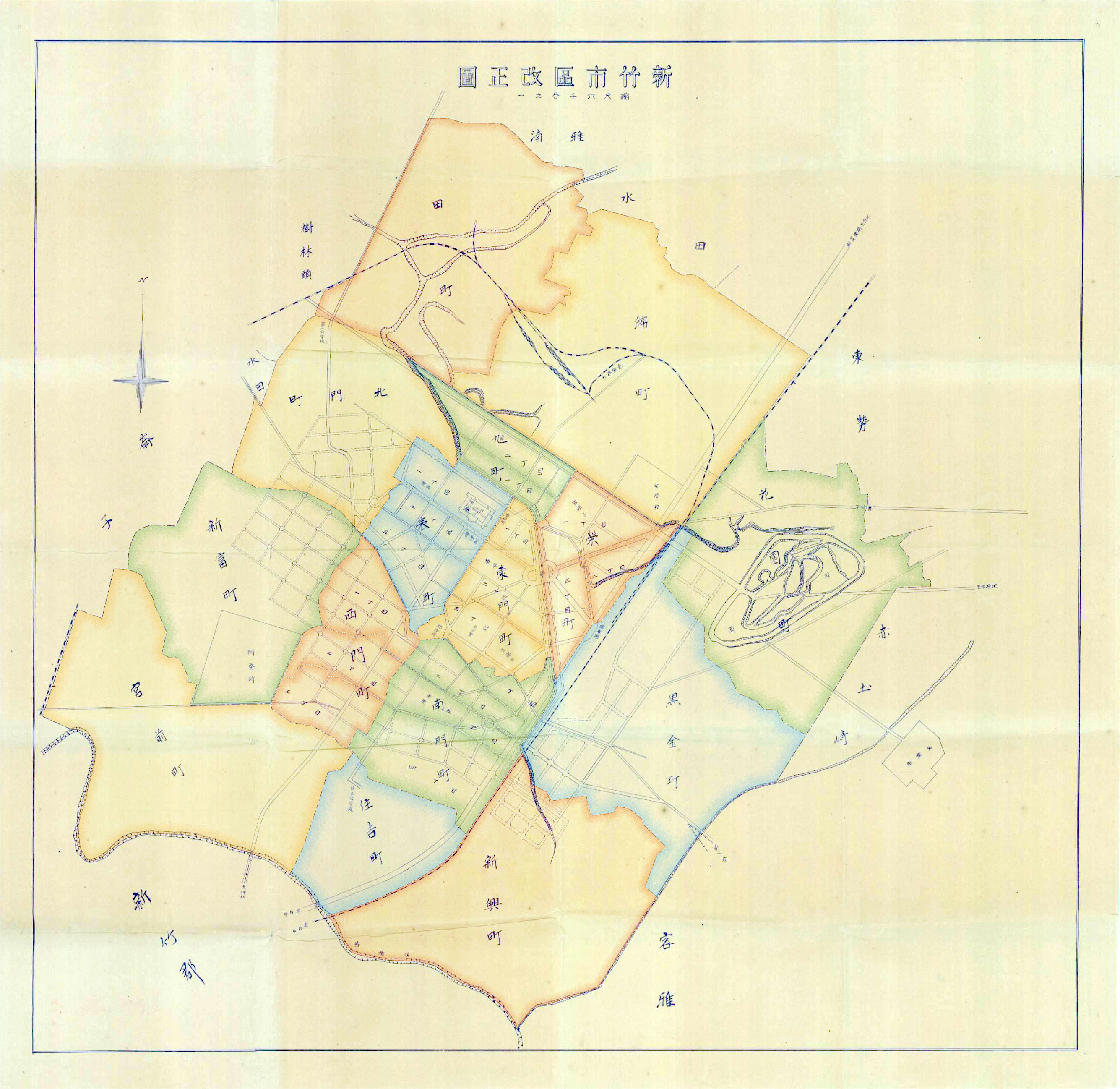
新竹市町名

新富町為新竹州新竹市自1935年實施町名改正所成立的行政區之一，位於現今新竹市北區。日治時期的町名在戰後改為地籍劃分，新竹市新富町大致位於地籍的民富段內。

## 設施
- 新竹少年刑務所（今 新竹監獄）
- 新竹少年刑務所演武場
- 新竹少年刑務所職務官舍群
- 私立愛鳩幼稚園[1]